# Indigofera erecta
Indigofera erecta är en ärtväxtart som beskrevs av Carl Peter Thunberg. Indigofera erecta ingår i släktet indigosläktet, och familjen ärtväxter. Inga underarter finns listade i Catalogue of Life.